# Dipoena seclusa
Dipoena seclusa là một loài nhện trong họ Theridiidae.
Loài này thuộc chi Dipoena. Dipoena seclusa được Arthur Merton Chickering miêu tả năm 1948.